# Tumbas de los reyes de Buganda en Kasubi
Las Tumbas de los reyes de Buganda en Kasubi fueron unas construcciones situadas en una colina (la colina de Kasubi) de la capital de Uganda, Kampala. Consistían en cuatro tumbas, de los cuatro últimos reyes de Buganda, a saber, Mutesa I, Mwanga II, Cwa y Mutesa II. Fueron edificadas en 1882 y convertidos en lugar de enterramiento en 1884, abarcan una superficie de 26'8 ha. Las tumbas fueron incluidas en el Patrimonio de la Humanidad de la Unesco en 2001.
El 16 de marzo de 2010, en torno a las 8:30 p. m., las tumbas sufrieron un incendio que las destruyó casi por completo. Es por lo que el 28 de julio de 2010, fueron incluidas en la Lista del Patrimonio de la Humanidad en peligro.

## Las Tumbas
La zona del Patrimonio de la Humanidad comprende alrededor de 26 ha en la colina de Kabusi de la ciudad de Kampala, a unos 5 km del centro de la ciudad. La mayor parte de la zona es agrícola con granjas en las que se usan técnicas tradicionales. En una esquina hay un palacio construido en 1882 por Muteesa I, el 35 Kabaka (rey) de Buganda, para sustituir otro construido por su padre, Ssuuna II en 1820. El nuevo palacio se convirtió en una tumba de suelo a su muerte en 1884. El lugar es una de las 31 tumbas reales de Budanga desde que se fundó el reino en el siglo XIII. Tradicionalmente el cuerpo del rey difunto se cremaba en un lugar, con un santuario apartado para la mandíbula del difunto, en la creencia de que contenía su alma. Desacostumbradamente, rompiendo la tradición, el sitio de Kampala alberga las tumbas reales de cuatro Kabakas de Buganda:
- Muteesa I (1835–1884)
- Mwanga II (1867–1903) (Muerto en el exilio en las islas Seychelles, y su cadáver repartriado en 1910)
- Daudi Chwa II (1896–1939)
- Sir Edward Muteesa II (1924–1969) (muerto en el exilio en Londres y que fue traído en 1971).

El recinto del lugar ceremonial se estableció en 1882 en la colina Kasubi, también conocida como Tumbas de Ssekabaka. Los bordes todavía están delimitados por higueras (Ficus natalensis), que lo han protegido del desarrollo de la construcción residencial que ahora lo rodea por todos los lados. 